# August Wilhelm Schynse

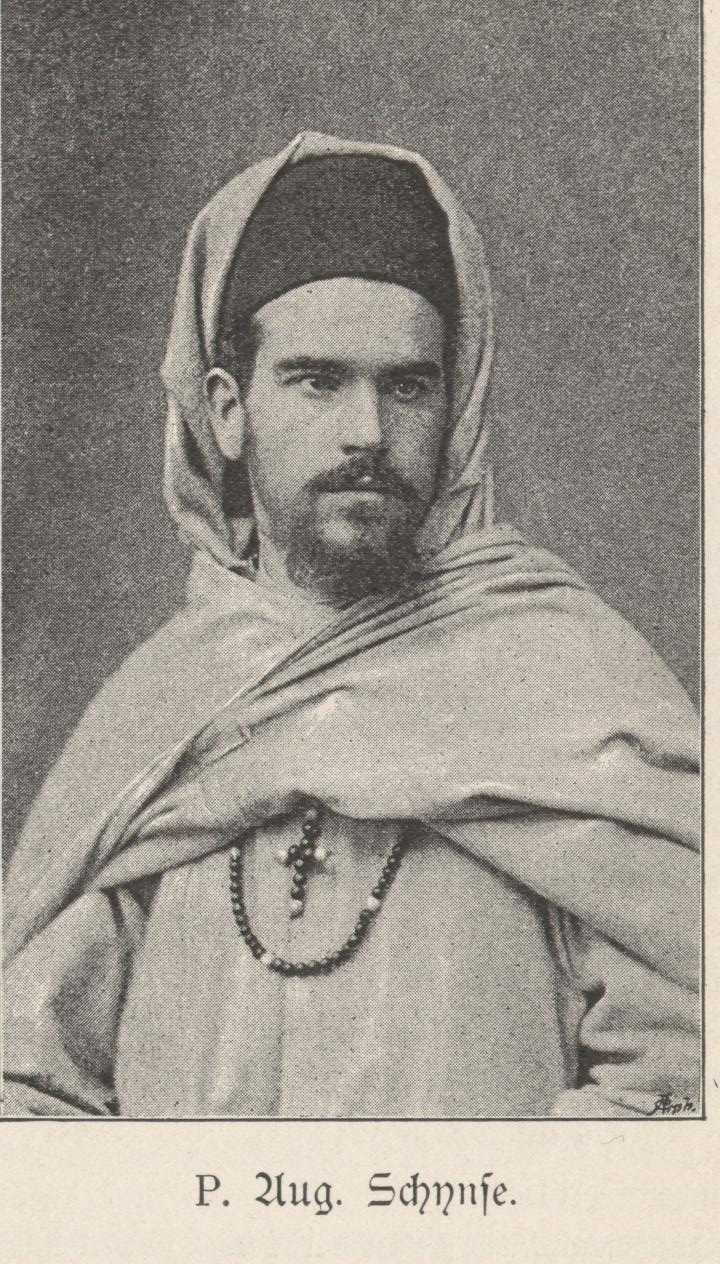
Pater August Schynse

August Wilhelm Schynse (* 21. Juni 1857 in Wallhausen bei Bad Kreuznach; † 18. November 1891 in Bukumbi am Viktoriasee) war ein deutscher, katholischer Missionar, Afrikaforscher und Kartograf.

## Leben
August Schynse, der Sohn eines Gutsverwalters, studierte in Bonn Philosophie und Theologie. Er trat 1879 in das Priesterseminar in Speyer ein. 1880 wurde August Schynse im Dom zu Speyer zum Priester geweiht. Danach lebte er kurze Zeit als Hausgeistlicher auf Haus Caen bei Geldern. Schynse reiste im September 1882 nach Algier, um dort als erster Deutscher in die 1868 von Charles Martial Lavigerie gegründete Gesellschaft der Afrikamissionare (Weiße Väter) einzutreten. 
Nach einigen Verzögerungen erreichte er 1885 sein Einsatzgebiet am mittleren Kongo. Anfangs arbeitete er auf der Station Manyanga beim Stamm der Bayanzi. Er reiste mit dem Auftrag, geeignete Örtlichkeiten für die Gründung von Missionsstation zu finden. Im Ergebnis seiner Erkundungen gründete er an der Mündung des Kasai in den Kongo die Station Bungana. Nachdem der Vatikan auf Intervention des belgischen Königs Leopold II. die Anweisung erteilt hatte, die Missionstätigkeit im Kongo-Freistaat den belgischen Scheut-Missionaren zu überlassen, mussten die Weißen Väter 1887 das Gebiet verlassen.
Pater August Wilhelm Schynse war nach einem Aufenthalt in Europa für kurze Zeit Ökonom und Mathematiklehrer an der Ecole Notre Dame d’Afrique (St Eugène) in Algier. 
Ab 1887 arbeitete er im damaligen Deutsch-Ostafrika in der Missionsstation Kipalapala bei Tabora. Wegen des Aufstands der ostafrikanischen Küstenbevölkerung musste er 1889 mit einer Karawane von 280 Trägern, 36 Kindern und 11 Askari zur Missionsstation Bukumbi am Viktoriasee fliehen. Dort traf eine Nachricht der Hilfsexpedition für Henry Morton Stanley und Emin Pascha ein, die dringend neue Ausrüstung benötigte, aber bereits auf dem Weg zur Ostküste war. Schynse wurde mit dem Transport beauftragt. In Eilmärschen und mit einem fast erblindenden Missionar, der zur ostafrikanischen Küste gebracht werden sollte, erreichte er die Expedition. Mit der Karawane von Stanley und Emin Pascha gelangte Schynse nach Sansibar an der Küste. Auf seinen Reisen führte er über seine Beobachtungen Tagebuch. Dieses Tagebuch wurde ohne sein Mitwissen veröffentlicht und erregte durch seine Enthüllungen über den eigentlichen Zweck der Reise Stanleys und seine Beziehung zu Emin Pascha in Deutschland großes Aufsehen. 
In diesem Tagebuch schrieb Schynse: „Ich verplaudere den größten Theil des Weges mit Emin Pascha, der gar kein Geheimniß über die eigentlichen Expeditionszwecke macht. Wie soll ein geriebener schottischer Kaufmann (Mackinnon, der viel Geld für die Stanley'sche Expedition hergab) auf einmal auf die Idee verfallen, bedeutende Summen aufzuwenden, um einen egyptischen Beamten, den er bisher vielleicht nicht einmal dem Namen nach kannte, herauszuholen? Diese Expedition galt nicht so sehr dem Dr. Emin Pascha, als seiner Provinz und seinem Elfenbein.“
Im Jahre 1890 nahm er „auf Wunsch der deutschen Regierung, der er auch sonst als Dolmetscher, Kartograf usw. wichtige Dienste leistete“, an weiteren Forschungsreisen von Emin Pascha teil. Schynses erste Reise mit Emin Pascha und Franz Stuhlmann vom 26. April bis zum 29. Juli 1890 führte von Bagamoyo nach Tabora. Die zweite Expedition vom 20. August bis zum 8. September 1890 erfolgte von Tabora nach Bukumbi am Victoriasee. Die dritte Reise um die Südwestecke des Sees nach Buddu, einer Provinz in Uganda und von dort über die deutsche Station Bukoba und den See zurück nach Bukumbi dauerte vom 29. Januar bis zum 9. März 1891. Pater Schynse verfasste für die Wissenschaft wertvolle Notizen, die nach seinem Tode veröffentlicht wurden. Entbehrungen und Fieber hatten ihn geschwächt. Er starb am 18. November 1891 in Bukumbi.
August Wilhelm Schynse erwarb sich wissenschaftliche Verdienste bei der kartografischen Darstellung der Südwestseite des Victoriasees. „Seine wissenschaftlichen Tagebücher zeugen von einer sorgfältigen Erforschung von Land und Leuten zum Schutz der Bewohner vor Sklavenjägern, zur Befriedung des Landes und zur Bewahrung einheimischer kultureller Werte bei der kirchlichen Missionsarbeit.“
Schynses Schwester Katharina Schynse (1854–1935) war 1893, nach seinem Tod, die Gründerin und Generalleiterin des „Vereins katholischer Frauen und Jungfrauen zur Unterstützung der zentralafrikanischen Missionen der Weißen Väter“, dem heutigen „Päpstlichen Missionswerk Katholischer Frauen“.

## Werke
- Zwei Jahre am Congo, Erlebnisse und Schilderungen. (Hrsg.): Karl Hespers J.P. Bachem, Köln 1889 (online – Internet Archive).
- Mit Stanley und Emin Pascha durch Deutsch-Ostafrika. (Hrsg.): Karl Hespers J.P. Bachem, Köln 1890. (Digitalisierte Ausgabe der Universitäts- und Landesbibliothek Düsseldorf)
- Bericht über die Reise nach dem Südwestufer des Victoria-Njansa mit Karte in Petermanns Geographische Mitteilungen, 1891, S. 219.
- P. Schynses Letzte Reisen, Briefe und Tagebücher. (Hrsg.): Karl Hespers, Köln 1892, Digitalisat Universitätsbibliothek JCS.